# Limfjordsmuseet
Limfjordsmuseet, som ligger ved Frederik den VII's kanal i den vestlige udkant af Løgstør, er et fiskerimuseum, som primært udstiller redskaber, fartøjer og andet fra tidligere tiders fiskeri i Limfjorden.
Museet arrangerer sejlture på kanalen, som kaldes "Danmarks længste museumsgenstand". Den er 4,4 kilometer lang og blev bygget af 400 mand med hakke, skovl, spade og trillebør i 1856-61.
Også den 25 tons tunge og velfungerende drejebro over kanalen er blandt museumsattraktionerne.
Det fredede område langs kanalen har udviklet sig til et næsten bilfrit område, og i 2008 åbnedes et nyt maritimt oplevelsescenter.
Museet er en del af Limfjordsmuseernes Samvirke